# Comuna de Strzegowo
Strzegowo (polaco: Gmina Strzegowo) é uma gminy (comuna) na Polónia, na voivodia de Mazóvia e no condado de Mławski. A sede do condado é a cidade de 1996.
De acordo com os censos de 2004, a comuna tem 7950 habitantes, com uma densidade 37,1 hab/km².

## Área
Estende-se por uma área de 214,23 km², incluindo:
- área agrícola: 71%
- área florestal: 22%

## Demografia
Dados de 30 de Junho 2004:
|                      | Total   | Total | Mulheres | Mulheres | Homens  | Homens |
| -------------------- | ------- | ----- | -------- | -------- | ------- | ------ |
|                      | pessoas | %     | pessoas  | %        | pessoas | %      |
| População            | 7950    | 100   | 3956     | 49,8     | 3994    | 50,2   |
| Densidade (pop./km²) | 37,1    | 100   | 18,5     | 18,5     | 18,6    | 18,6   |

De acordo com dados de 2002, o rendimento médio per capita ascendia a 1674,34 zł.

## Subdivisões
- Adamowo, Augustowo, Breginie, Budy Mdzewskie, Budy Sułkowskie, Budy Wolińskie, Chądzyny-Krusze, Chądzyny-Kuski, Czarnocin, Czarnocinek, Dalnia, Dąbrowa, Drogiszka, Giełczyn, Giżyn, Giżynek, Grabienice, Ignacewo, Józefowo, Konotopa, Kontrewers, Kowalewko, Kuskowo, Łebki, Marysinek, Mączewo, Mdzewko, Mdzewo, Niedzbórz, Pokrytki, Prusocin, Rudowo, Rydzyn Szlachecki, Rydzyn Włościański, Strzegowo, Sułkowo Borowe, Sułkowo Polne, Syberia, Unierzyż, Unikowo, Wola Kanigowska, Zabiele.

## Comunas vizinhas
- Ciechanów, Glinojeck, Raciąż, Radzanów, Regimin, Stupsk, Szreńsk, Wiśniewo